# Teatro Angelo Frondoni
Il Teatro Angelo Frondoni è un teatro di Pieveottoville, frazione del comune emiliano di Polesine Zibello.

## Storia
Sul finire degli anni '10 e della Belle Époque i fondatori della Cassa Rurale di Piccolo Credito di Pieveottoville decisero di comune accordo la costruzione di un Teatro nel territorio pievano. La Cassa rurale di allora era composta da piccoli proprietari terrieri e piccoli artigiani del posto, i quali volevano la costruzione di un luogo di aggregazione per le persone del posto che per assistere a spettacoli e ad eventi non potevano spostarsi e come spesso accadeva al tempo nei piccoli borghi rurali il forte campanilismo con Zibello scoraggiava i pievani a recarsi in una località percepita come "rivale" Fu così che a seguito del finanziamento il Teatro venne ultimato ed inaugurato nel 1921. Si trattava di una struttura in stile eclettico e stile liberty con semplici decorazioni all'esterno sulla facciata e altrettanto semplici decorazioni presso la sala interna. La capienza era di 100 posti a sedere, boccascena e palcoscenico. A differenza del Teatro di Zibello, il teatro pievano era sprovvisto della buca per l'orchestra. Il teatro venne intitolato in un primo tempo a San Carlo. Le decorazioni, il sipario furono affidate e curate dell'artista e pittore Giuseppe Moroni; oggi purtroppo gran parte di queste sono andate in gran parte perdute.
L'edificio per molti anni ospitò recite teatrali e scolastiche, feste di Carnevale, commedie in dialetto locale e manifestazioni legate al territorio. Come spesso accadeva ai piccoli teatri di allora tra gli anni '50 e '60 del novecento, il teatro divenne anche cinema e per tutto il periodo degli anni a seguire oltre l'utilizzo di stampo teatrale, il luogo venne utilizzato maggiormente come sala di proiezione cinematografica. Nel 1987, la Cassa rurale a seguito dello scioglimento donò il teatro al Comune di Zibello. Dopo alcuni anni di calo, il teatro divenne inattivo e finì in disuso verso i primi anni 2000, di conseguenza temporaneamente chiuso al pubblico e reso inagibile.

### La riapertura del 2024
Nel 2022, grazie anche ai fondi del PNRR, si poté provvedere alla ristrutturazione, alla messa in sicurezza e alla conseguente riapertura. Dopo circa 24 mesi di lavori il Teatro è stato riaperto il 3 Novembre 2024 ed intitolato al compositore pievano Angelo Frondoni

## Utilizzo attuale
La struttura dispone di una vasta sala con 100 posti a sedere, palcoscenico con sipario. Utilizzato come sala polivalente. Può ospitare eventi e convegni, piece teatriali, commedie dialettali e concerti.